# Anatole suffusa
Anatole suffusa är en fjärilsart som beskrevs av Percy I. Lathy 1932. Anatole suffusa ingår i släktet Anatole och familjen Riodinidae. Inga underarter finns listade i Catalogue of Life.